# Меріон (округ, Арканзас)
Шаблон:StateAbbr_ 36°16′47″ пн. ш. 92°42′57″ зх. д. / 36.279722222222° пн. ш. 92.715833333333° зх. д.
Округ Меріон (англ. Marion County) — округ (графство) у штаті Арканзас. Ідентифікатор округу 05089.

## Історія
Округ утворений 1836 року.

## Демографія
За даними перепису
2000 року
загальне населення округу становило 16140 осіб, усе сільське.
Серед мешканців округу чоловіків було 7986, а жінок — 8154. В окрузі було 6776 домогосподарств, 4869 родин, які мешкали в 8235 будинках.
Середній розмір родини становив 2,79.
Віковий розподіл населення поданий у таблиці:
| Стать    | До 15 років | 15-21 | 22-29 | 30-39 | 40-49 | 50-65 | 65-85 | Понад 85 |
| -------- | ----------- | ----- | ----- | ----- | ----- | ----- | ----- | -------- |
| Чоловіки | 1511        | 665   | 513   | 928   | 1115  | 1705  | 1444  | 105      |
| Жінки    | 1371        | 632   | 541   | 963   | 1175  | 1789  | 1440  | 243      |

## Суміжні округи
- Озарк, Міссурі — північ
- Бекстер — схід
- Серсі — південь
- Бун — захід
- Тейні, Міссурі — північний захід

## Виноски
1. ↑  U.S. Decennial Census. United States Census Bureau. Архів оригіналу за 12 травня 2015. Процитовано 27 серпня 2015.
2. ↑  Historical Census Browser. University of Virginia Library. Архів оригіналу за 11 серпня 2012. Процитовано 27 серпня 2015.
3. ↑  Forstall, Richard L., ред. (27 березня 1995). Population of Counties by Decennial Census: 1900 to 1990. United States Census Bureau. Архів оригіналу за 24 вересня 2015. Процитовано 27 серпня 2015.
4. ↑  Census 2000 PHC-T-4. Ranking Tables for Counties: 1990 and 2000 (PDF). United States Census Bureau. 2 квітня 2001. Архів оригіналу (PDF) за 18 грудня 2014. Процитовано 27 серпня 2015.
5. ↑  State & County QuickFacts. United States Census Bureau. Архів оригіналу за 7 червня 2011. Процитовано 23 травня 2014.(англ.) Наведено за англійською вікіпедією.
6. ↑  American FactFinder. Бюро перепису населення США. Архів оригіналу за 26 лютого 2012. Процитовано 31 січня 2008.

| США | Це незавершена стаття з географії США. Ви можете допомогти проєкту, виправивши або дописавши її. |